# Lea De Mae
Lea De Mae, nascuda Andrea Absolonova (Praga, 26 de desembre de 1976 - Praga, 9 de desembre de 2004) va ser una actriu pornogràfica txeca molt popular en el cinema X europeu, a finals del segle xx i començaments del segle xxi.
Rossa d'ulls blaus, formes generoses i 1,70 metres d'alçada, va formar part de l'equip nacional txec de natació (salts de trampolí) i va patir una greu lesió de columna mentre s'entrenava per als Jocs Olímpics d'Atlanta de 1996.
A finals de 1999 va decidir debutar en el cinema pornogràfic. Es va iniciar amb la productora sueca instal·lada a Catalunya Private, però ben aviat va viatjar a Califòrnia per a tenir accés al cinema X estatunidenc, on va triomfar ràpidament, tot exhibint les seves habilitats i manca de prejudicis a l'hora de l'abordatge d'escenes amb pràctiques de sexe anal i doble penetració.
El juliol de 2004 li va ser diagnosticat un estrany tumor cancerós al cervell, que finalment va posar fi a la seva vida el 2004, quan només tenia 27 anys.
La seva carrera com a actriu porno comprèn prop de 100 films, entre els quals cal destacar: Face Dance Obsession (1999), Private XXX 8 (2000), North Pole #16 (2001) amb Peter North, Anal Addicts 2 (2001), Naughty Little Nymphos #04 (2001), World Class Ass (2002), Wet Dream Cum True 2 (2003), Serial Fuckers #05 (2004) del català Max Cortés, i Hot Rats (2004).

## Premis i nominacions
- 2003 Nominada a l'AVN Award – Millor actriu estrangera de l'any[6]
- 2003 Nominada a l'AVN Award – Millor escena de sexe anal, Video – Buttfaced! 3[6]
- 2004 Nominada al Ninfa Prize – Millor actriu de repartiment – Hot Property[7]

## Filmografia selectiva
- Silvia's Diary (2000)
- Teen Angel (2000)
- Academy (2000)
- 12 Strokes To Midnight (2001)
- American Girls (2002)
- A Train (2002)
- La Candidate (2002)
- Chasin' Pink 6 (2002)
- World Class Ass (2002)
- Le parfum du désir (2003)
- The Private Life of Lea de Mae (2003)
- Luxure (2003)
- Broken English (2004)
- Hot Rats (2004)
- Heels & Hose 2 (2004)
- Lip Lickers (2004)
- Lady Lust (2005)
- Never Been Touched (2005)